# Медресе Валидаи Абдулазиз-хана
Медресе Валидаи Абдулазиз-хана — медресе, находящееся в городе Бухара в Узбекистане. Время постройки медресе — XV—XVII века. История создания этого медресе связана с именем Абдулазиз-хана (1647—1680), который также создал ещё одно медресе в Бухаре — медресе Абдулазиз-хана, которое стало его собственной высшей школой.
В XVIII—XIX веках медресе Валидаи Абдулазиз-хана входило в систему образования Бухары и использовалось как школа. В настоящий момент здание медресе является архитектурным памятником и относится к всемирному наследию Юнеско.

## Описание
Медресе находится в юго-западной части города, в парковой зоне на пересечении улиц Джуибор и Мухаммад Икбол. Рядом расположено ещё одно медресе Джуиборий Калон.
Здание медресе выстроено из кирпича, имеет несколько входов и обнесено айваном. Колонны айвана выполнены из дерева и украшены фигурной резьбой. Для поддержки сооружения колонны укреплены на бетонном фундаменте. По углам медресе расположены постройки, оборудованные смотровыми башнями.
Медресе Валидаи Абдулазиз-хана является двухэтажным зданием. Первый этаж является основным — в нём расположено большинство комнат для проведения занятий. Второй этаж представляет собой надстройку, которая включает в себя башню, обрамлённую красивым голубым куполом и арку.